# Makowiec
Il makowiec è, insieme al piernik, il tipico dolce natalizio del Natale in Polonia. È caratterizzato dall'uso di semi di papavero (mak in polacco), che simboleggiano la felicità e la prosperità.

## Storia
Non si sa molto sulla sua origine. Nel Nord Europa esistono alcuni dolci molto simili come il bejgli ungherese, che sembra avere a sua volta origini tedesche risalenti al XIV secolo. In Polonia i dolci con di semi di papavero sono numerosi e sembra che il Makowiec benché più antico si sia diffuso e imposto come dolce natalizio nel XX secolo.

## Ingredienti
Il dolce si presenta come un rotolo farcito con un impasto a base di semi di papavero. Spesso viene ricoperto da una glassa bianca decorata con semi di papavero.
Gli ingredienti utilizzati sono i seguenti: 
- farina
- lievito madre
- latte
- vanillina
- uova fresche
- zucchiero a velo
- burro
- semi di papavero
- miele
- mandorle o noci.